# Brandon (football)
Pour les articles homonymes, voir Brandon Thomas et Brandon.
Thomas  Llamas est un nom espagnol. Le premier nom de famille, en général paternel, est Thomas ; le second, en général maternel, souvent omis, est Llamas.
Brandon, de son nom complet Brandon Thomas Llamas, né le 4 février 1995 à Santanyí sur l'île de Majorque, est un footballeur espagnol. Formé au RCD Majorque, il évolue au poste d'attaquant à l'Apollon Limassol.
Capable de jouer sur les deux côtés de l’attaque, il est décrit comme étant plus efficace dans l’axe.

## Biographie
Brandon commence sa carrière professionnelle au RCD Majorque. Avec cette équipe, il inscrit 12 buts en deuxième division espagnole lors de la saison 2016-2017. Il est élu joueur du mois d'octobre 2016, après avoir inscrit un triplé contre le club d'Huesca.
Faisant suite à la relégation du RCD Majorque en Segunda B (troisième division), il s'engage en juillet 2017 en faveur du Stade rennais. Il signe un contrat de trois ans avec le club breton. Il y inscrit son seul but le 28 octobre 2017, lors de la victoire 1-0 des Bretons au stade de la Mosson, contre le Montpellier Hérault SC.
Lors de la saison 2018-2019 il est prêté au CA Osasuna, il signe ensuite un contrat d'une durée de trois ans avec le club espagnol qui évoluera en division 1.

## Statistiques
Le tableau ci-dessous retrace la carrière de Brandon depuis ses débuts professionnels :
| Saison                | Club                  | Championnat           | Championnat | Championnat | Coupe nationale | Coupe nationale | Coupe de la Ligue | Coupe de la Ligue | Total | Total |
| Saison                | Club                  | Division              | M.          | B.          | M.              | B.              | M.                | B.                | M.    | B.    |
| 2012-2013             | RCD Majorque          | Liga                  | 1           | 0           | 2               | 1               | -                 | -                 | 3     | 1     |
| 2013-2014             | RCD Majorque          | LaLiga 2              | 2           | 0           | 0               | 0               | -                 | -                 | 2     | 0     |
| 2014-2015             | RCD Majorque          | LaLiga 2              | 3           | 1           | 0               | 0               | -                 | -                 | 3     | 1     |
| 2015-2016             | RCD Majorque          | LaLiga 2              | 29          | 6           | 0               | 0               | -                 | -                 | 29    | 6     |
| 2016-2017             | RCD Majorque          | LaLiga 2              | 39          | 12          | 2               | 1               | -                 | -                 | 41    | 13    |
| Sous-total            | Sous-total            | Sous-total            | 74          | 19          | 4               | 2               | -                 | -                 | 78    | 21    |
| 2017–2018             | Stade rennais FC      | Ligue 1               | 11          | 1           | 0               | 0               | 1                 | 0                 | 12    | 1     |
| Sous-total            | Sous-total            | Sous-total            | 11          | 1           | 0               | 0               | 1                 | 0                 | 12    | 1     |
| 2018-2019             | CA Osasuna (prêt)     | LaLiga 2              | 36          | 5           | 0               | 0               | -                 | -                 | 36    | 5     |
| 2018-2019             | CA Osasuna            | Liga                  | 0           | 0           | 0               | 0               | -                 | -                 | 0     | 0     |
| Sous-total            | Sous-total            | Sous-total            | 36          | 5           | 0               | 0               | -                 | -                 | 36    | 5     |
| Total sur la carrière | Total sur la carrière | Total sur la carrière | 121         | 25          | 4               | 2               | 1                 | 0                 | 126   | 27    |

## Palmarès

### CA Osasuna
- Segunda División
  - 2019